# 品川高房
品川 高房（しながわ たかふさ）は、江戸時代中期の旗本。

## 生涯
原久左衛門充活の子として生まれる。
宝永3年（1706年）、12歳のときに品川高清の末期養子となり、6月27日に家督継承が認められる。のちに高清の娘を妻とする。
享保4年（1719年）10月18日、御小姓組に列する。
宝暦7年（1757年）11月22日に没した。享年63。

## 系譜
『寛政重修諸家譜』は3男2女を載せる。
父母
- 父：原久左衛門充活
- 母：大岡十兵衛助久の娘
- 養父：品川高清

妻
- 正室：品川高清の娘

子女
- 女子（福王平之丞信和室）
- 品川高純
- 千次郎
- 女子（藤懸源之助永経室）
- 増田貞次
  - 八十八。増田伝左衛門庸貞（松平兵庫頭家臣）の養子となる。